# Mina a cielo abierto

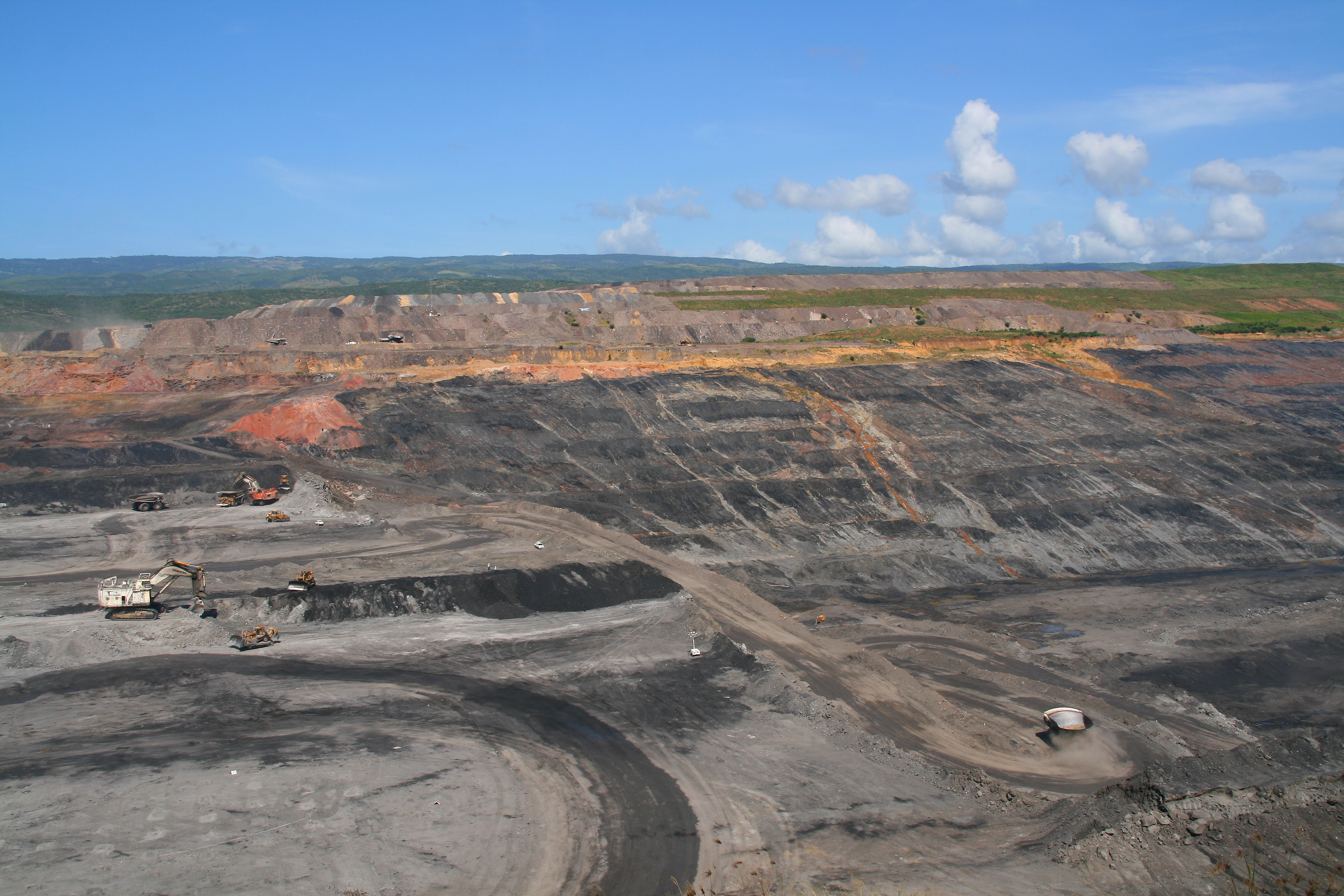
Mina de carbón de El Cerrejón en Colombia. Es una de las más grandes a cielo abierto de América Latina y una de las más grandes del mundo. (la más grande es Chuquicamata en Chile)

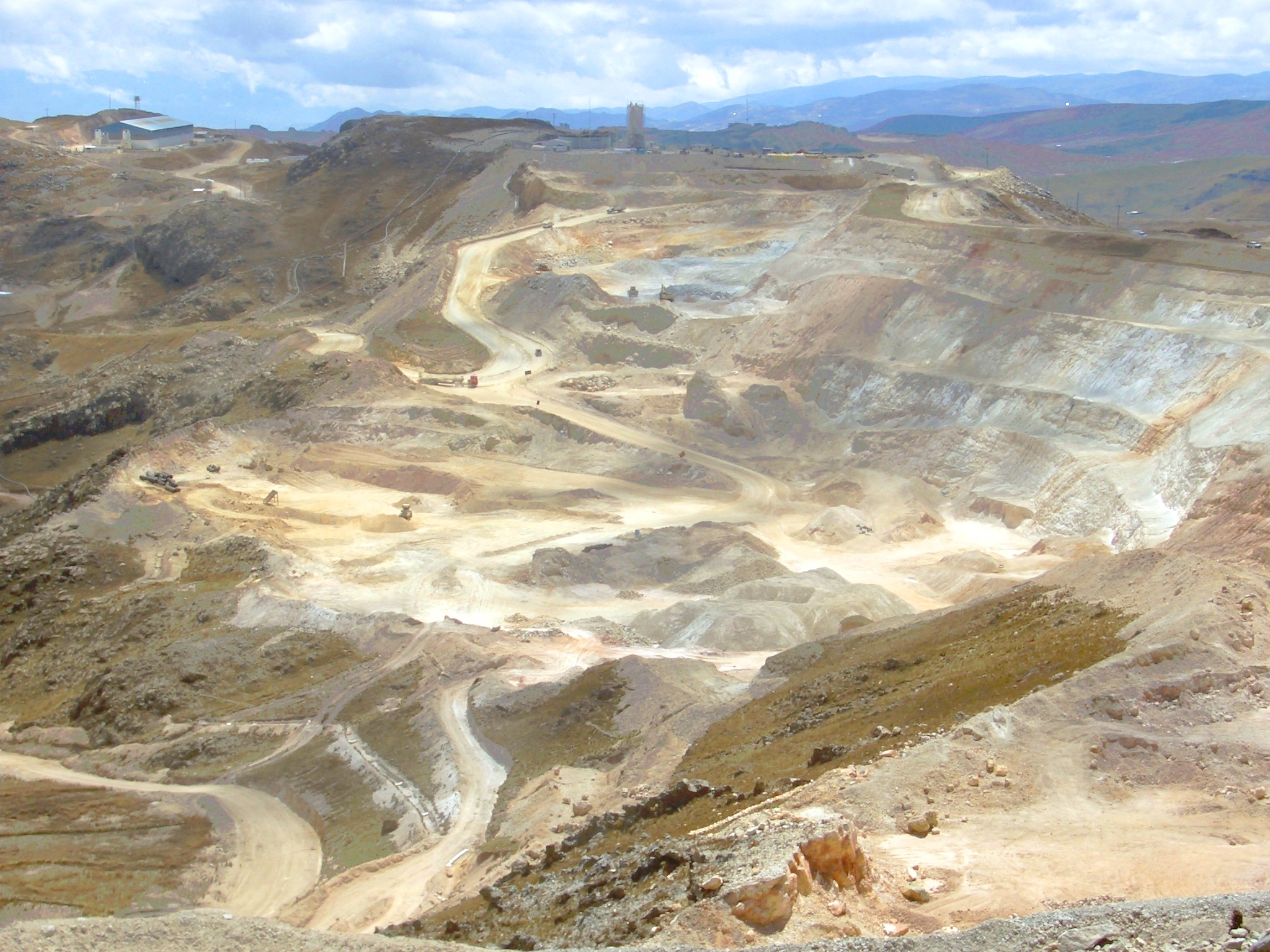
Mina de Yanacocha en Cajamarca

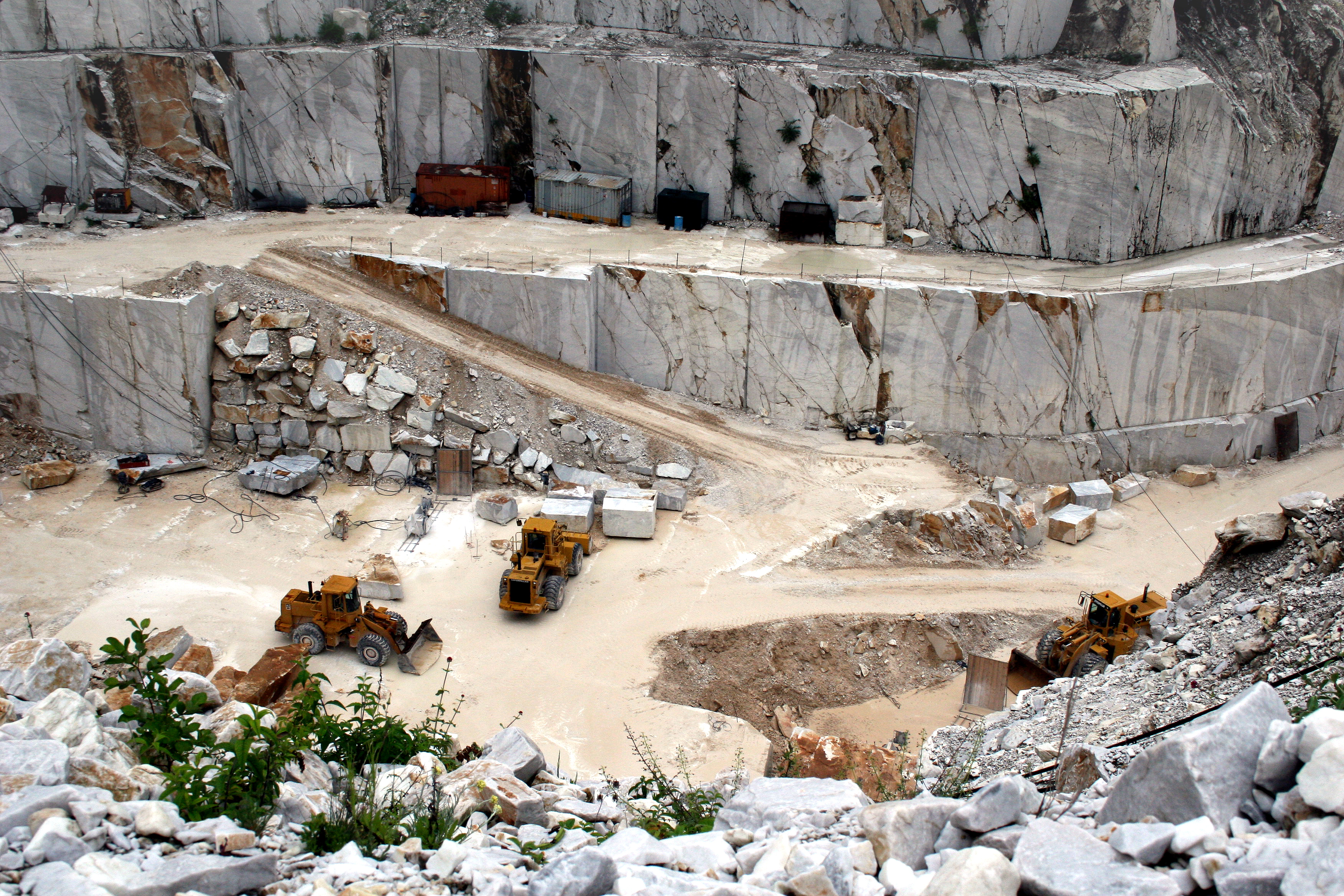
Cantera de mármol en Carrara, Italia

Se conoce como minería a cielo abierto, minería a tajo o rajo abierto o cantera, a aquellos aprovechamientos mineros o explotaciones mineras, que se desarrollan en la superficie del terreno, a diferencia de la  mina subterránea o de perforación. La minería a cielo abierto se aplica cuando los depósitos comercialmente útiles se encuentran cerca de la superficie. Se emplean medios mecánicos o explosivos para remover los terrenos que recubren o rodean la formación geológica que forma al yacimiento, o banco de materiales. Estos materiales se denominan, genéricamente, estéril, mientras que a la formación a explotar se le llama mineral. El estéril excavado es necesario apilarlo en escombreras fuera del área final que ocupará la explotación, con vistas a su utilización en la restauración de la mina.
Antes de iniciar cualquier proyecto de extracción de materiales, se debe revisar y considerar el cumplimiento de la normativa en las diversas materias: fiscal, laboral, de salud y de seguridad social, realizando también, de ser requerido, el estudio de Impacto Ambiental, y presentarlo para su evaluación ante las autoridades estatales y federales en materia de ecología y medio ambiente, quiénes se encargarán de establecer las medidas de restauración, recuperación, sostenimiento y mantenimiento para amortiguar el impacto ambiental de la actividad extractiva.
Las minas a cielo abierto son económicamente rentables cuando los yacimientos afloran en superficie, se encuentran cerca de la superficie, con un recubrimiento pequeño o la competencia del terreno no es estructuralmente adecuada para trabajos subterráneos (como ocurre con la arena o la grava). Cuando la profundidad del yacimiento aumenta, la ventaja económica del cielo abierto disminuye en favor de la explotación mediante minería subterránea.

## Tipos de minas
Los principales tipos de minas a cielo abierto son:

### Canteras
Las canteras son minas a cielo abierto, generalmente de pequeño tamaño, que explotan materiales que no requieren una concentración posterior, sino, como mucho, una trituración o clasificación por tamaños. Los materiales obtenidos en canteras son los áridos, las rocas industriales y las rocas ornamentales.
El esquema típico de explotación es mediante bancos y bermas.

### Cortas

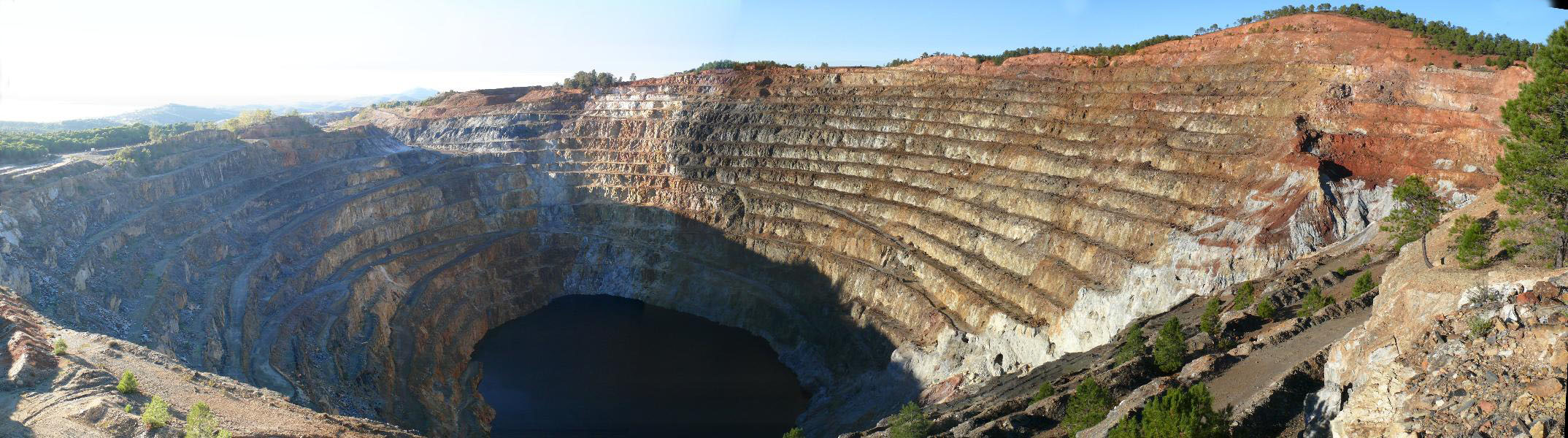
Corta Atalaya, en Minas de Riotinto (España)

Las cortas son explotaciones tridimensionales de yacimientos que evolucionan en profundidad, generalmente de metales, aunque también existen cortas de carbón. La morfología típica de una corta es similar a un cono invertido.
El arranque del mineral y del estéril, sobremanera en las minas metálicas, se realiza generalmente mediante perforación y voladura. La carga se suele efectuar con palas cargadoras y el transporte mediante volquetes. En el caso de las cortas de carbón, el arranque del mismo se realiza mediante palas excavadores o rotopalas. La dimensión final de la corta (su profundidad) viene dada por lo que se conoce como relación de desmonte: La proporción entre el estéril que hay que excavar con respecto al mineral que se va a explotar. Al aumentar la profundidad de la corta, el ratio aumenta, de manera que los costes de excavación del estéril aumentan, y por tanto los costes crecen.

### Descubiertas
Las descubiertas son, básicamente, labores bidimensionales que se utilizan en yacimientos horizontales o casi horizontales. De esta manera la explotación se realiza a una cota más o menos constante.
La secuencia típica de una explotación por descubierta es:
- Retirada de la cubierta vegetal;
- Arranque del recubrimiento;
- Explotación de la capa; y
- Restauración

En algunos casos es posible realizar lo que se conoce como minería de transferencia. Consiste en utilizar los materiales arrancados del recubrimiento para realizar la restauración, sin necesidad de un apilamiento intermedio.

### Aluviones o placeres
Corresponde a la explotación de depósitos de arena en antiguos lechos de ríos o playas, con el fin de recuperar oro, piedras preciosas u otros materiales de valor.

## Minas a cielo abierto destacadas
Algunas minas de este tipo son:
 Argentina
- Bajo de la Alumbrera - Provincia de Catamarca
- Veladero – Provincia de San Juan
- Manantial Espejo – Provincia de Santa Cruz

 Australia
- Super Pit – Kalgoorlie

 Bolivia
- Minera San Cristóbal – Provincia de Nor Lípez

 Canadá
- Adams – Ontario
- Colomac – Canadá
- Diavik – Canadá
- Pine Point – Canadá

 Chile
- Mina Candelaria – Región de Atacama
- Chuquicamata – Región de Antofagasta
- Ministro Hales – Región de Antofagasta
- La Escondida – Región de Antofagasta
- Los Pelambres – Región de Coquimbo

 Colombia
- Cerrejón – La Guajira
- Cerro Matoso – Córdoba

 Costa Rica
- Crucitas – San Carlos, Alajuela, Costa Rica

 España
- Alquife – Provincia de Granada, España
- Corta Atalaya – Huelva, España (en desuso)
- Cerro Colorado – Huelva, España
- Filón Norte – Tharsis - Provincia de Huelva, España (en desuso)
- Cobre Las Cruces – Sevilla, España

 Estados Unidos
- Kennecott – Utah, Estados Unidos
- Lavender Pit – Arizona, Estados Unidos

 Gales
- Penrhyn Quarry – Gales

 Indonesia
- Mina Grasberg – Indonesia

 México
- La Herradura – Caborca, Sonora
- Cerro de San Pedro – San Luis Potosí, México
- El Peñasquito – Mazapil (municipio), Zacatecas, México
- La Caridad – Nacozari, Sonora, México
- Buenavista del Cobre – Cananea, Sonora, México

 Panamá
- Petaquilla – Panamá

 Perú
- Río Huaytepue – Perú
- Toquepala – Perú
- Cuajone – Perú
- Cerro de Pasco – Perú
- Antamina – Perú
- Yanacocha – Perú
- Cerro Verde – Perú
- Las Bambas – Perú
- Antapaccay – Perú

 Rusia
- Mirny – Mirny, Siberia
- Udachnaya – Yakutia, Rusia

 Sudáfrica
- Big Hole – Kimberley